# Chiroxiphia caudata
El bailarín azul (en Argentina y Paraguay) o saltarín azul (Chiroxiphia caudata) es una especie de ave paseriforme de la familia Pipridae perteneciente al género Chiroxiphia. Es nativo del centro oriental de América del Sur.

## Distribución y hábitat
Se distribuye por el sureste de Brasil (sur de Goiás y sur de Bahía hacia el sur hasta el oeste de Paraná y Río Grande del Sur), sureste de Paraguay y extremo noreste de Argentina (Misiones, noreste de Corrientes).
Esta especie es considerada común en su hábitat natural: el sotobosque de bosques húmedos subtropicales o tropicales de la Mata Atlántica y los bosques antiguos muy degradados, principalmente abajo de los 1500 m s. n. m. de altitud.

## Descripción
Mide entre 14 y 15,5 cm de longitud. Tiene un gran dimorfismo sexual. El macho es de un azul intenso con la corona roja y cabeza, alas y plumas externas de la cola negras. Las plumas centrales de la cola son más largas. La hembra es oliva, más clara por abajo y puede tener la frente naranja (tal vez las de mayor edad), las plumas centrales de la cola son solo un poco más largas. Las patas son rojizas.

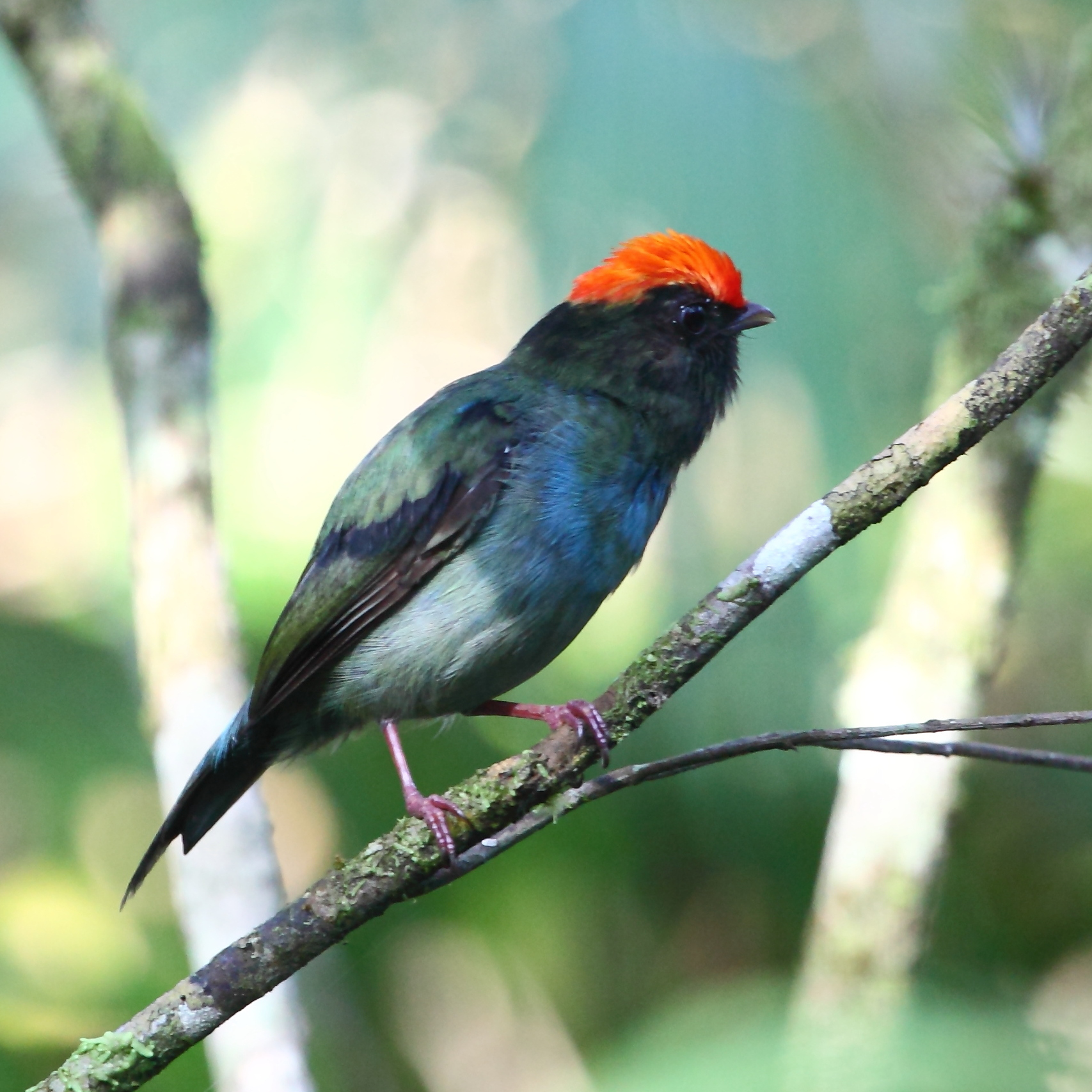
Ejemplar macho juvenil en Bertioga, estado de São Paulo, Brasil

Los machos jóvenes se parecen a la hembra adulta, pero poco a poco desarrollan la corona roja, el negro del rostro, y finalmente el resto del plumaje de los machos adultos.

## Comportamiento

### Alimentación
Es omnívoro. Se alimenta principalmente de frutos abundantes en su hábitat como solanáceas, rubiáceas y piperáceas, pero también de artrópodos pequeños, arañas y hasta flores.

### Reproducción
Los machos forman leks, que suelen consistir en un solo adulto y dos machos sub-adultos, donde cantan y "bailan" para atraer a las hembras. Esto fue demostrado en la serie documental The Life of Birds de la BBC.
El sistema de acasalamiento de C. caudata es poligínico, en que los machos (de dos a seis) se agregan en locales tradicionales o leks, para hacer exhibiciones cooperativas en el sotobosque, donde existe una jerarquía linear de dominio que puede persistir por años. El macho dominante del grupo se comporta como un centinela en el alto de una percha, en la tentativa de atraer hembras para la corte.
La hembra tiene su territorio alrededor del nido, que tiene forma de cesta pequeña colocada bien alto en una horqueta y pegada con telarañas. Pone dos huevos parduzcos con manchitas oscuras. Los incuba durante 18 días y los polluelos abandonan el nido 20 días después.

### Vocalización
Emite un «chao» áspero y nasal, y un «choueu, choueu..» frecuente. Mientras realizan la exhibición saltando, emiten un kuá-«kuáá-kuáá» ronco y nasal, que se acelera y culmina con estallidos agudos.

## Sistemática

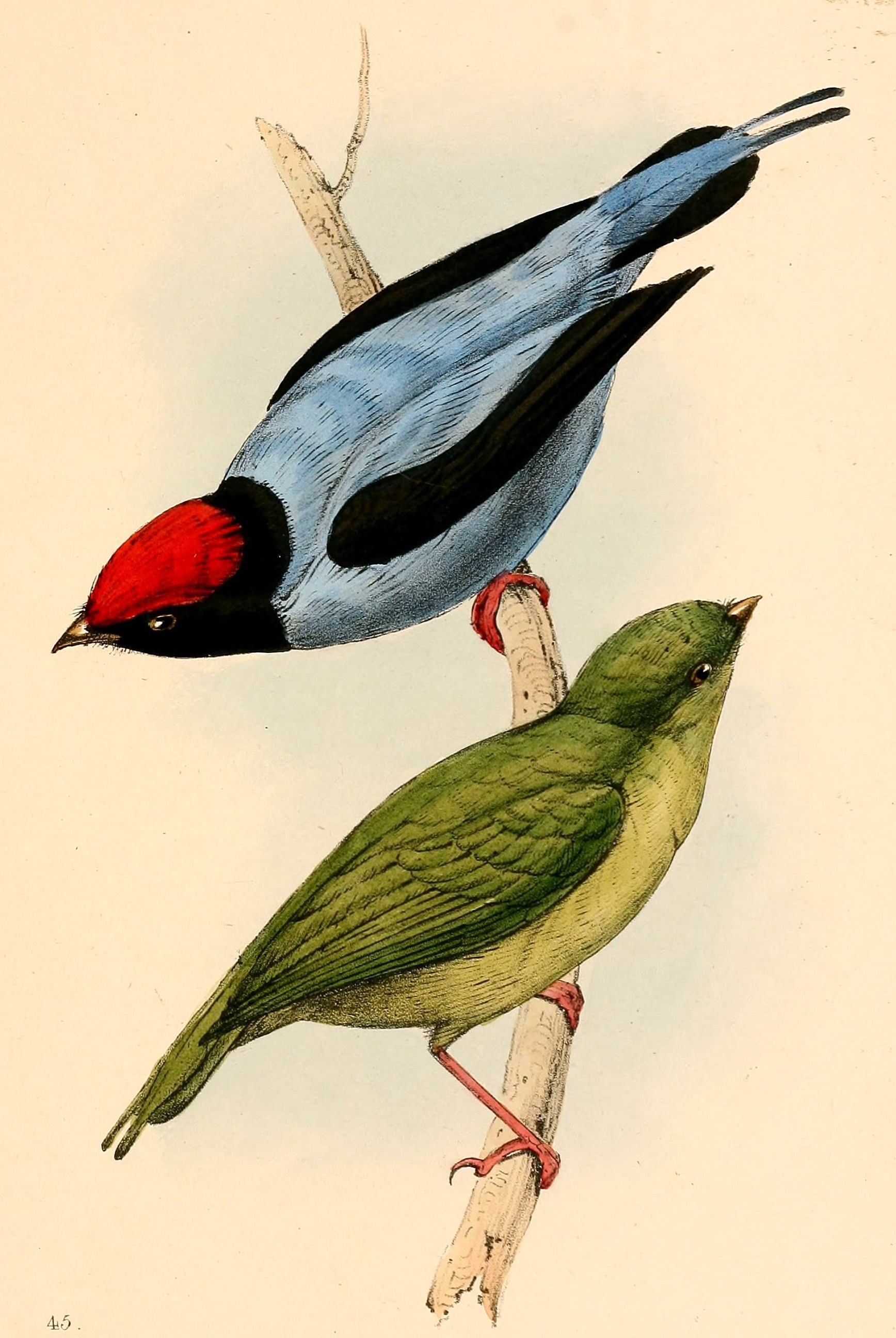
Pipra caudata; ilustración de Swainson en A selection of the birds of Brazil and Mexico, 1841.

### Descripción original
La especie C. caudata fue descrita por primera vez por el ornitólogo británico George Kearsley Shaw en 1793 bajo el nombre científico Pipra caudata; la localidad tipo es «en lugares cálidos de Sudamérica», enmendado posteriormente para «Río de Janeiro, Brasil». Algunos autores, como BirdLife International citan a Frederick Polydore Nodder como coautor, pero la mayoría de los autores consideran que Nodder no participó de la descripción.

### Etimología
El nombre genérico femenino «Chiroxiphia» se compone de las palabras del griego «kheir» o «kheiros» que significa ‘mano’ (en referencia al ala) y «xiphos» que significa ‘espada’, ‘sable’; y el nombre de la especie «caudata», proviene del latín «caudatus» que significa ‘de cola’, ‘que tiene una cola (larga o corta)’.

### Taxonomía
Es monotípica. El presente género está cercanamente relacionado con el género Antilophia, y se han registrado ocasionalmente híbridos intergenéricos entre la presente especie y el soldadito (Antilophia galeata), este híbrido es muy conocido en Brasil por el nombre popular de «rei-dos-tangarás» (en portugués); aparentemente ha hibridado también con el saltarín militar (Ilicura militaris).